# Pečeněžština
Pečeněžština je mrtvý turkický oghuzský jazyk, kterým mluvili Pečeněgové, obývající východní Evropu. Definitivně se jím přestalo mluvit ve 12. století.
Zařazení pečeněžštiny do oghuzské větve se zakládá na podobnosti studovaných jazykových materiálů. Jelikož však Pečeněgové patřili mezi Kypčaky, mohla by též být zařazena do kypčacké větve.